# Normannerne (film)
Normannerne er en dansk film fra 1976.
- Manuskript og instruktion Paul Gernes og Per Kirkeby.
- Blandt de medvirkende kan nævnes:

- Lisbet Dahl
- Henning Jensen
- Preben Lerdorff Rye
- Dick Kaysø
- Lene Tiemroth
- Birgit Brüel
- Jens Brenaa